# Джеміль Сейдамет
Джемі́ль Сейдаме́т (крим. Cemil Seydamet; 21 травня 1903, Карасубазар, Таврійська губернія, Російська імперія, тепер АРК, Україна — 1977, Москва, СРСР) — кримськотатарський поет і письменник.

## З життєпису
Народився 21 травня 1903 року в місті Карасубазарі. 
Освіту отримав у середній школі. Замолоду був робітником, садівником. 
У 1922 році навчався у партійній школі в Сімферополі.
Літературний дебют Джеміля Сейдамета відбувся у 1923 році з публікацією вірша Шаркъ («Схід»). 
У 1924-28 роках навчався в Московському університеті трудящих Сходу. 
Повернувшись до Криму, працював у часописі Илери, в газеті Янъы Дюнья.
1939 року Джеміль Сейдамет видав книгу «Германская и австрийская разведка в царской России». Після цього був висланий до Магадана, де кілька років пропрацював в газеті «Советская Колыма».
Помер Джеміль Сейдамет у 1977 році в місті Москві.

## Творчість
Джеміль Сейдамет — автор віршів, низки романів, повістей і оповідань, зокрема Къанлы кольмек («Кривава сорочка», 1926), Къуртлагъан кокюс («Прогнилі груди», 1927), Къую тюбюнде («На дні криниці», 1928), Амам аралыгъы («Банний перевулок», 1928) Уфукъкъа догъру («До обрію», 1930). 
Вибрана бібліографія
- Ватан къызы : [Алиме Абденнанова акъкъында] / Сейдамет Дж. Асанов С. // Октябрь ёлунен : шиирлер, поэмалар, икяелер, очерклер. – Ташкент : Гъафур Гъулям адына бедиий эдебият нешрияты, 1968. – С. 366-378.
- Къуртлагъан кокюс : икяе // Йылдыз. – 1987. – №4. – С.82-90.
- Уфукъкъа догъру : роман. – Ташкент : Эдебият ве санъат нешр., 1973. – 164 б.
- Халкъ къараманы : [Аметхан Султан] // Эшкъ олсун сизге : очерклер / тертип эткен Ш. Алядин. – УзССР девлет нефис эдебият нешр., 1963. – С. 80-86.
- Ыргъат Къадыр : эдебий портрет. – Ташкент : Эдебият ве санъат нешр., 1978. – 88 б.